# Unión Liberal de Bratiănu
La Unión Liberal de Bratianu (rumano: Uniunea Liberală Bratiănu, UL-B) era un partido político en rumano: Uniunea Liberală Bratiănu.

## Historia
El UL–B disputó las elecciones general de 1990, recibiendo alrededor 0.3% del sufragio en ambos, Cámara de Diputados y las elecciones de Senado. A pesar de que falló para ganar un asiento en el Senado, el partido ganó uno asiento en la Cámara, tomado por Ión I. Bratiănu. A pesar de incrementar su participación de voto a 0.5% en 1992, el partido perdió su asiento.
En 2000, el partido recibe justo 3,760 votos (0.03%), otra vez fallando para ganar un asiento.